# آندره لوگه (بازیگر)
آندره لوگه (انگلیسی: André Luguet; ۱۵ مهٔ ۱۸۹۲ – ۲۴ مهٔ ۱۹۷۹) بازیگر اهل فرانسه بود.
از فیلم‌ها یا برنامه‌های تلویزیونی که وی در آن نقش داشته است می‌توان به بلوز پاریس، دوزخ آنری-ژرژ کلوزو، همراه مرد، کودک مونت کارلو، زنان ضعیف هستند، گلوریا، پدر دختر، سامسون، دو یتیم، عشق یک توپه، و مادام دو باری اشاره کرد.